# دیوان شاه نعمت‌الله ولی
دیوان شاه نعمت‌الله ولی اثر سید نورالدین نعمت‌الله کرمانی مشهور به شاه نعمت‌الله ولی است كه مشتمل بر مجموعه اشعاري است که تا سال ۸۳۴ قمری به زبان فارسی سروده شده‌است.

## محتوا

### قالب‌های شعری
| ردیف | قالب شعری   | تعداد شعر | تعداد بیت |
| ---- | ----------- | --------- | --------- |
| ۱    | غزل         | ۱۵۶۷      | ۱۱۰۶۱     |
| ۲    | قصیده       | ۳۳        | ۶۶۰       |
| ۳    | مثنوی       | ۷۷        | ۱۳۹۹      |
| ۴    | قطعه        | ۱۱۶       | ۴۸۹       |
| ۵    | ترجیع بند   | ۴         | ۲۰۷       |
| ۶    | مستزاد      | ۳         | ۴۰        |
| ۷    | سؤال و جواب | ۲۰        | ۹۲        |
| ۸    | رباعی       | ۲۹۴       | ۵۸۸       |
| ۹    | دوبیتی      | ۱۷۰       | ۳۴۰       |
| ۱۰   | مفردات      | ۲۶۶       | ۲۶۶       |
|      | مجموع       | ۲۵۵۰      | ۱۵۱۴۲     |

### اوزان و بحور شعری
در دیوان شاه نعمت‌الله ولی:
1. از ۵۷ وزن و بحر استفاده شده‌است که وزن فاعلاتن مفاعلن فع‌لن در بحر خفیف مسدس مخبون اصلم با ۳۳۹ شعر بیشترین بسامد را دارد.
2. بحر ۸۰۲ شعر هزج، ۷۹۵ شعر رمل، ۷۳۱ شعر خفیف، ۱۰۷ شعر مضارع، ۴۹ شعر مجتث، ۲۶ شعر رجز، ۱۶ شعر منسرح و ۷ شعر متقارب است.
3. بحر ۹۲۹ یعنی ۳۶/۴۷ درصد شعرها مثمن، ۱۶۱۶ یعنی ۶۳/۴۵ درصد مسدس و ۲ یعنی ۰/۰۸ درصد مربع است.
4. بحر ۸۲ یعنی ۳/۲۲ درصد سالم و ۲۴۶۵ یعنی ۹۶/۷۸ درصد غیرسالم است.
5. از ۱۴۷۵ یعنی ۵۷/۸۴ درصد اشعارش مُردَّف (ردیف‌دار) است.
6. ۴۶ یعنی ۱/۸ درصد اشعارش دارای اوزان دوری است.
7. وزن و بحر ۳ شعر استخراج نشده‌است.[۴]

## سال نگارش
دیوان شاه نعمت‌الله ولی تا سال ۸۳۴ قمری نوشته شده‌است.

## تصحیح
علاوه بر نسخ تصحیح و چاپ شده که در جدول زیر ذکر گردیده اند، کلیات اشعار شاه نعمت الله ولی تاکنون در یازده نوبت در ایران منتشر گردیده‌است. در مقدمه این کلیات (تا چاپ دهم)، ۶ نسخه خطی (کتابخانه ملک - شماره ۵۲۹۸؛ کتابخانه مجلس - ش ۱۳۵۴۹؛ کتابخانه مرکزی دانشگاه - ش ۵۱۰۹؛ خانقاه نعمت‌اللهی در تهران - قرن دهم هجری؛ نسخه آقای روح‌الامینی ۱۲۶۲ ه‍.ق و نسخه آقای ترقی ۹۹۶ ه‍.ق) و یک نسخه چاپ سنگی منابع تصحیح این کلیات ذکر شده‌است. در چاپ یازدهم از نسخه خطی متعلق به آستان قدس رضوی به شماره ۴۶۷۹ نیز استفاده گردیده است. نوبت های اول تا هفتم این کلیات بین سال های ۱۳۴۷ تا ۱۳۷۹ شمسی توسط انتشارات خانقاه نعمت اللهی (ایران)  و نوبت های هشتم و نهم آن توسط مصحح و نوبت های دهم و یازدهم توسط انتشارات یلداقلم در ایران منتشر گردیده است.این کلیات مشتمل است بر غزلیات (۱۵۴۹ غزل)، ترجیع ها(۴) قصائد و ملحقات (۳۹)، سوال و جواب (۲۰ سوال)، مثنوی ها (۷۱)، غزل های ناتمام (۱۹)، قطعات (۱۱۸)، رباعیات (۲۹۴)، دوبیتی ها (۱۷۰)، مفردات (۲۲۶) و سه رساله منظوم: ایمانیه، فقریه و گنج العارفین.
| ردیف | نام دیوان | مصحح              | ناشر        | سال  | صفحات | شابک              |
| ---- | --- | ----------------- | ----------- | ---- | ----- | ----------------- |
| ۱    | دیوان شاه نعمت‌الله ولی: غزلیات، قصاید، قطعات، مثنوی‌ها، ترجیع‌بندها، مُستزادها، سؤال و جواب، رباعیات، دوبیتی‌ها، مفردات       | عزیزالله علیزاده  | فردوس       | ۱۳۹۳ | ۱۲۱۶  | ۹۷۸-۹۶۴-۳۲۰-۵۳۲-۴ |
| ۲    | دیوان کامل حضرت شاه نعمت‌الله ولی                                                                                          | عباس خیاط‌زاده     | خدمات‌فرهنگی | ۱۳۸۰ | ۱۱۸۰  | ۹۶۴-۵۷۱۶-۰۷-۱     |
| ۳    | دیوان اشعار شاه نعمت‌الله ولی مشتمل بر غزلیات و ترجیع‌بندها و قصاید و سوال و جوابها و مثنوی‌ها و رباعی‌ها و دوبیتی‌ها و مفردات |                   | علم         | ۱۳۸۲ | ۹۱۶   | ۹۶۴-۴۰۵-۳۰۵-۲     |
| ۴    | دیوان کامل شاه نعمت‌الله ولی ماهانی کرمانی: به انضمام ترجمه اشعار عربی و معانی لغات و آیات قرآن                            | محمود علمی        | جاویدان     | ۱۳۸۹ | ۸۷۲   | ۹۷۸-۶۰۰-۵۳۸۱-۲۶-۹ |
| ۵    | دیوان شاه نعمت‌الله ولی با مقدمه سعید نفیسی                                                                                |                   | نگاه        | ۱۳۷۵ | ۷۳۵   | ۹۷۸-۹۶۴-۳۵۱-۴۹۱-۴ |
| ۶    | دیوان شاه نعمت‌الله ولی کرمانی                                                                                             | بهمن‌خلیفه‌بناروانی | طلایه       | ۱۳۸۱ | ۶۴۰   | ۹۶۴-۷۷۵۱-۱۰-۹     |
| ۷    | کلیات شاه نعمت‌الله ولی |                   | نیک‌فرجام    | ۱۳۹۰ | ۵۰۸   | ۹۷۸-۹۶۴-۹۹۱۳-۶۱-۲ |
| ۸    | کلیات شاه نعمت‌الله ولی |                   | آهنگ‌فردا    | ۱۳۹۸ | ۵۰۲   | ۹۷۸-۶۰۰-۷۳۸۳-۴۵-۲ |